# Taxislužba v Londýně
Za vydávání licencí pro provozovatele taxislužby a soukromé půjčovny vozidel v oblasti Velkého Londýna je zodpovědná organizační jednotka Transport for London - Public Carriage Office (PCO).

## Historie
Od roku 1600 bylo součástí života v Londýně půjčování vozidel. Vyřazené kočáry aristokratických rodů byly jedny z prvních vozidel používaných pro půjčování. Byly předchůdci francouzských kabrioletů (cab), které se v Londýně objevily okolo roku 1820.
První taxi, které nebylo taženo koňmi – elektricky poháněný vůz Bersey – se začal používat v roce 1897. První taxi se spalovacím motorem se objevilo v roce 1903. V té době jezdilo Londýnem asi 11 000 koňských drožek. Poslední taková drožka se používala v roce 1947. V současné době se v Londýně pohybuje asi 20 000  taxíků.
Regulace tohoto oboru byla v roce 1850 přidělena Metropolitan Police a byla zřízena Public Carriage Office, která původně sídlila poblíž New Scotland Yardu ve  Whitehallu. V roce 1901 se přestěhovala do Lambeth Road, kde byla až do roku 1966, kdy byla přestěhována na současnou lokalitu v Penton Street.
Po ustavení Transport for London v roce 2000 se správa licencí změnila i když běžné činností s vydáváním licencí zůstaly v náplni PCO.
Po přijetí zákona  Private Hire Vehicles (London) Act v roce 1998 se činnost PCO rozšířila i na správu licencí pro soukromé půjčovny vozidel. V současnosti se půjčováním vozidel zabývá přes 2 000 společností, které mají k dispozici asi 40 000 vozů.

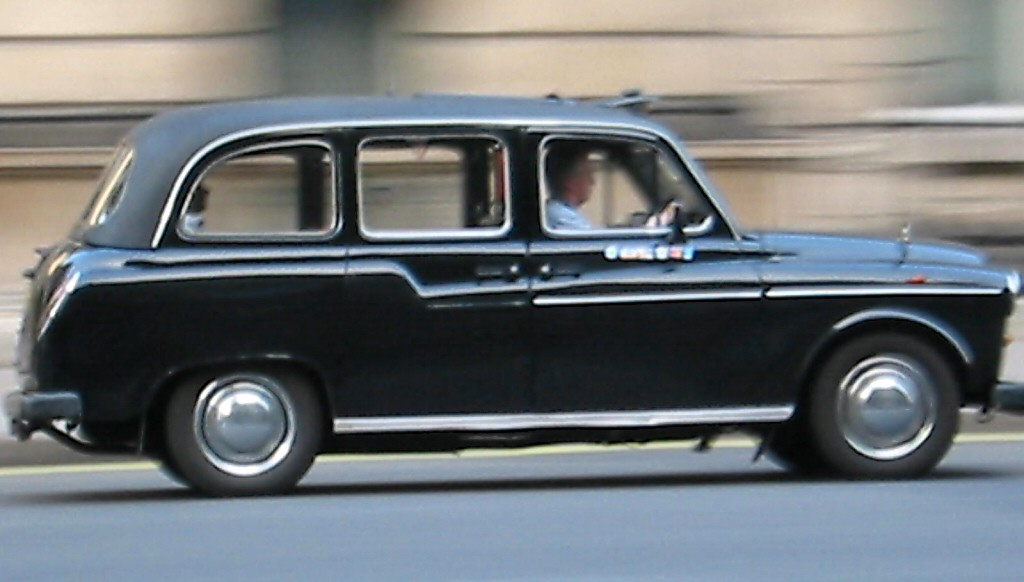
Typické černé londýnské taxi – black cab

V současné době jsou v Londýně dva systémy taxislužby:
- Taxi, která jezdí po ulicích a mohou vyhledávat klienty – používá se pro ně pojem hackney carriage, většinou se jedná o černé taxi (black cab).
- Taxi, která mohou poskytovat služby pouze když se klient dostaví do jejich provozovny nebo pokud si jízdu objedná – používá se pro ně pojem minicab. K objednání je možno využít klasicky telefon, nebo mobilní aplikaci.

## Black cabs
Ve většině měst Velké Británie jsou vozidla taxi běžná čtyřdveřová auta ale v Londýně, Glasgow a Edinburghu jsou provozovány speciální typy taxi vyrobené společností Manganese Bronze. Tyto vozy jsou navržené tak, aby mohly převážet 6 osob v zadní části vozidla, zatímco zavazadla jsou v přední části vozu vedle řidiče. Některé novější vozy mohou převážet v zadní části auta i invalidní vozík. Tradiční barvou je černá barva, která dala jméno jejich označení – black cab.